# ルートヴィヒスブルク音楽祭

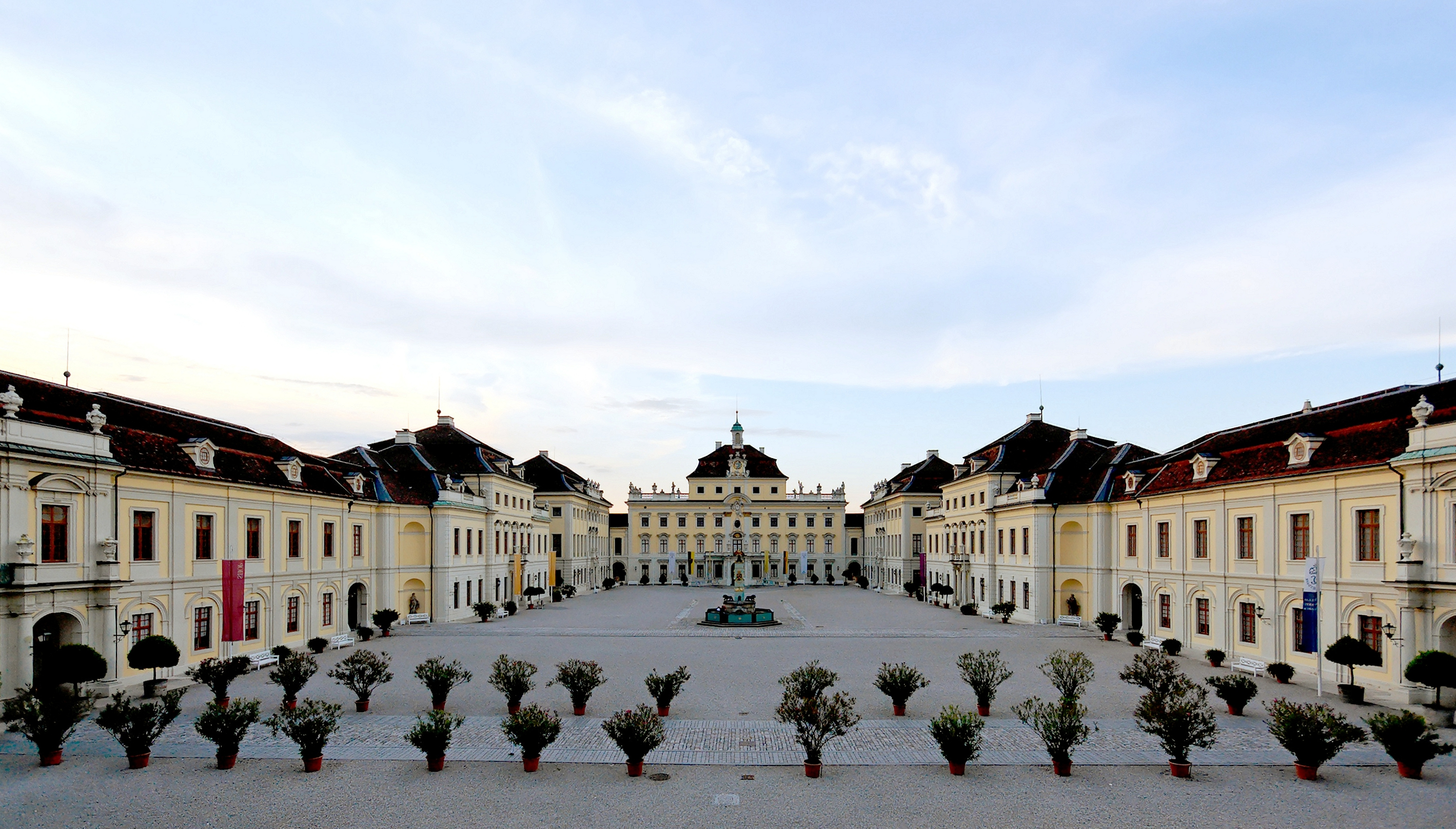
ルートヴィヒスブルク城

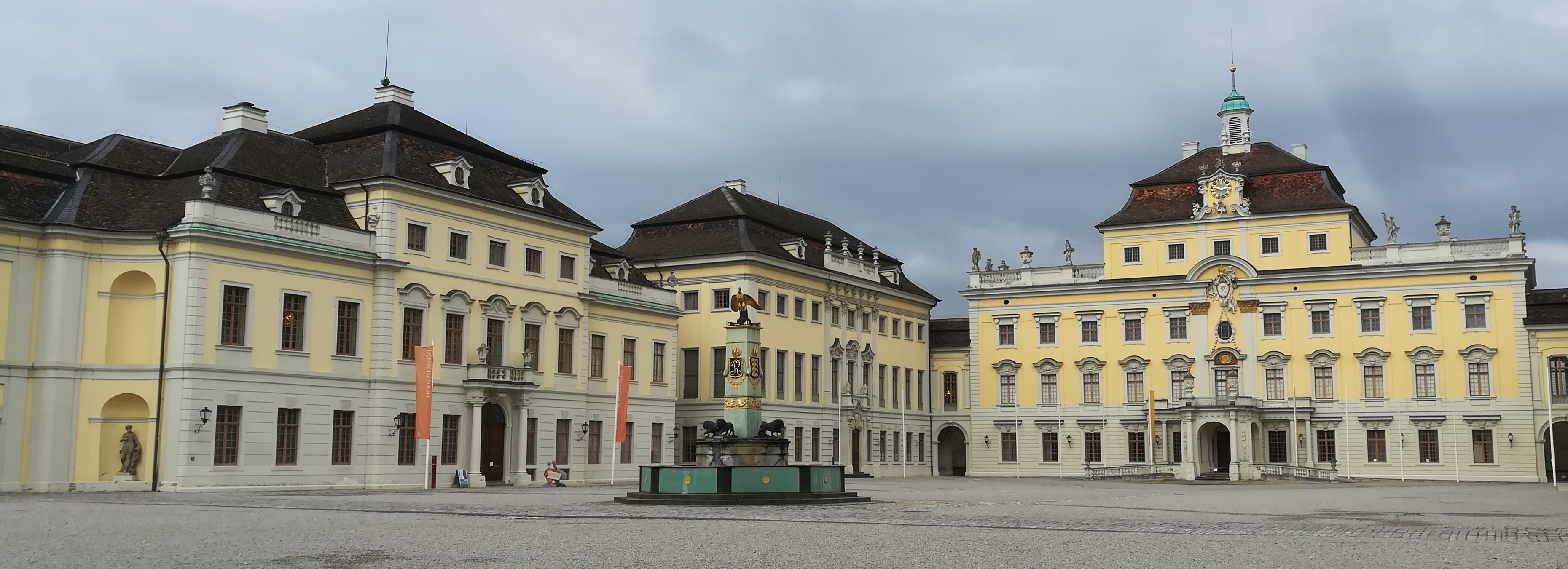
ルートヴィヒスブルク城

ルートヴィヒスブルク音楽祭（ドイツ語: Ludwigsburger Schlossfestspiele）は、ドイツのルートヴィヒスブルクで毎年5月から7月の間に行われる音楽祭。

## 概要
1932年に創設。当初は室内楽コンサートに限定されていたが、今日では室内楽、歌曲、オペラなどの音楽だけでなく演劇や舞踊の公演も行われている。会場はルートヴィヒスブルク城で、宮殿劇場、騎士の間、礼拝堂、教会が使用される。その他にも近隣の城館や修道院なども使用される。
毎年有名なソリスト、指揮者、オーケストラ、アンサンブルを招聘している。これまでに出演した音楽家にはチェチーリア・バルトリ、クルト・マズアとフランス国立管弦楽団、ジョン・エリオット・ガーディナーとイングリッシュ・バロック・ソロイスツ、ギドン・クレーメルとクレメラータ・バルティカ、アンネ＝ゾフィー・ムター、アルフレート・ブレンデル、ザビーネ・マイヤー、マキシム・ヴェンゲーロフ、ライプツィヒ弦楽四重奏団、小澤征爾と水戸室内管弦楽団などがいる。また舞踊家ではマース・カニンガム、ピナ・バウシュらがいる。
1972年にピリオド楽器使用のルートヴィヒスブルク音楽祭管弦楽団と合唱団が設立された。宮殿劇場でのオペラ公演の他、国内外のツアーや録音を行っている。